# كأس الأمم الإفريقية 1959

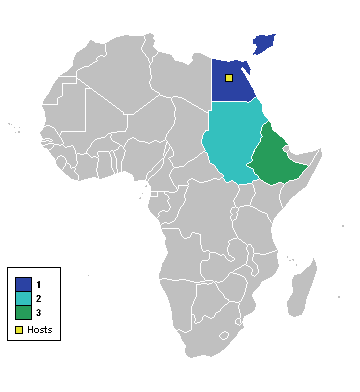
الدول المشاركة

كأس الأمم الإفريقية 1959 (بالإنجليزية: 1959 Africa Cup of Nations) كانت النسخة الثانية من بطولات كأس الأمم الإفريقية للمنتخبات الوطنية عن فئة الرجال، المقامة تحت رعاية الاتحاد الإفريقي لكرة القدم، والتي استضافتها مصر. وقد أقيمت البطولة بنظام المجموعة الواحدة، شارك في هذه البطولة كل من منتخب مصر لكرة القدم ومنتخب السودان لكرة القدم ومنتخب إثيوبيا لكرة القدم.

## الفرق المشاركة
| الفريق                             | المشاركات | آخر مشاركة | الأداء الأفضل        |
| ---------------------------------- | --------- | ---------- | -------------------- |
| إثيوبيا                            | الثانية   | 1957       | الوصيف (1957)        |
| السودان                            | الثانية   | 1957       | المركز الثالث (1957) |
| الجمهورية العربية المتحدة (المضيف) | الثانية   | 1957       | البطل (1957)         |

## مجموعة البطولة
| فريق                      | لعب | ف | ت | خ | له | عليه | ف.أ | نقاط |
| ------------------------- | --- | - | - | - | -- | ---- | --- | ---- |
| الجمهورية العربية المتحدة | 2   | 2 | 0 | 0 | 6  | 1    | 5+  | 4    |
| السودان                   | 2   | 1 | 0 | 1 | 2  | 2    | 0   | 2    |
| إثيوبيا                   | 2   | 0 | 0 | 2 | 0  | 5    | 5−  | 0    |

| الجمهورية العربية المتحدة                       | 4–0   | إثيوبيا |
| ----------------------------------------------- | ----- | ------- |
| محمود الجوهري 29'، 42'، 73' · ميمي الشربيني 64' | تقرير |         |

| السودان   | 1–0   | إثيوبيا |
| --------- | ----- | ------- |
| دريسة 40' | تقرير |         |

| الجمهورية العربية المتحدة | 2–1   | السودان        |
| ------------------------- | ----- | -------------- |
| عصام بهيج 12'، 89'        | تقرير | صديق منزول 65' |

## الفائز
| بطل كأس الأمم الأفريقية لكرة القدم 1959     |
| ------------------------------------------- |
| · الجمهورية العربية المتحدة · للمرة الثانية |

## هداف البطولة

### ثلاثة أهداف
- محمود الجوهري

### هدفين
- عصام بهيج

### هدف واحد
- ميمي الشربيني
- صديق منزول
- دريسة

## روابط خارجية
- Details at RSSSF